# Santuario della Madre del Buon Consiglio
Il santuario della Madre del Buon Consiglio si trova a Genazzano, nel Lazio. Divenne nel '400 meta di pellegrinaggi poiché, secondo la tradizione, un'immagine raffigurante la Madonna col Bambino si staccò miracolosamente da una parete della Chiesa della Santa Annunziata (Kisha mbas kalase)  a Scutari, città albanese, durante l'assedio dei Turchi Ottomani, per posarsi nell'attuale santuario di Genazzano. Il 17 marzo 1903 papa Leone XIII lo elevò alla dignità di basilica minore. 
È affidato all'ordine di Sant'Agostino. Dal 1826 al 1840 fu parroco del santuario Stefano Bellesini, successivamente beato. Il 10 maggio 2025 il santuario ha ricevuto la visita di papa Leone XIV, eletto due giorni prima e devoto dell'effigie in quanto membro dell'ordine agostiniano.

## Storia

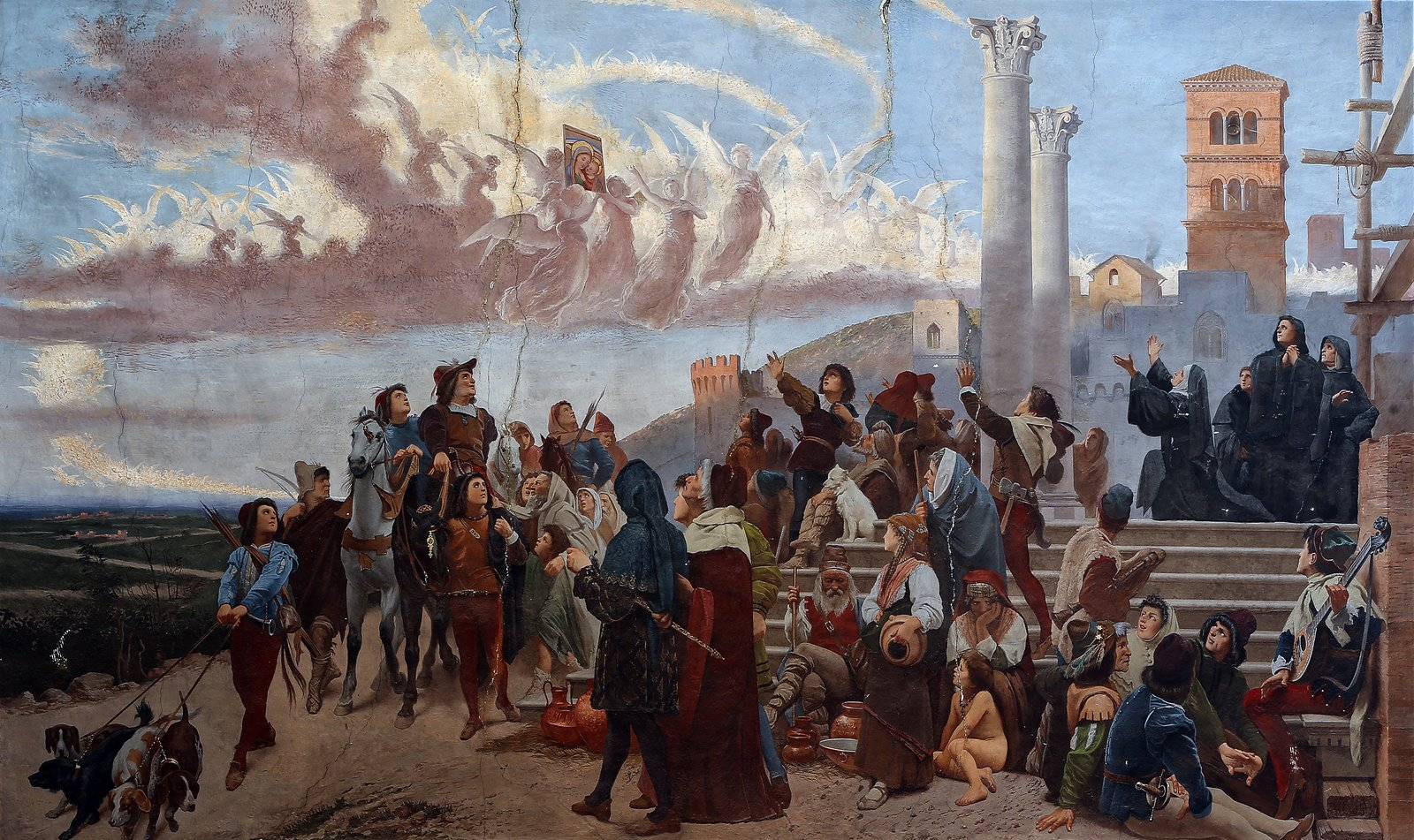
L'arrivo della Madonna del Buon Consiglio a Genazzano di Prospero Piatti (XIX secolo), navata centrale del Santuario della Madonna del Buon Consiglio, Genazzano

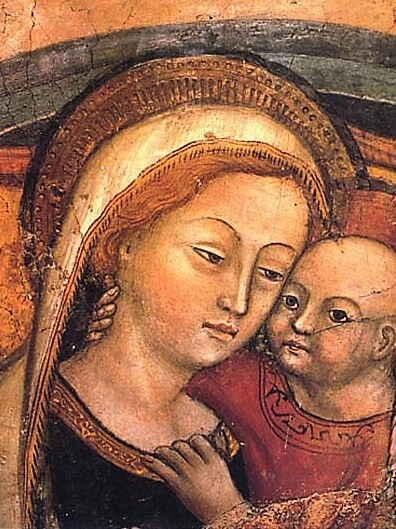
Madre del Buon Consiglio.

### La tradizione
Secondo la tradizione, nel 1467 a Genazzano la terziaria agostiniana Petruccia di Ienco (successivamente divenuta beata per volere di papa Clemente XIV il 22 novembre 1735), detta "beata Petruccia", vedova di Giovanni di Nocera, spese tutti i suoi beni per restaurare una primitiva chiesa del 1356, dedicata alla Madonna del Buon Consiglio, che era in rovina e in stato di abbandono. Poiché i suoi beni non erano sufficienti per terminare il lavoro, gli abitanti di Genazzano iniziarono a deriderla. Ma lei rispose: «Non vi preoccupate, figlioli miei, prima che io muoia – allora era già molto avanzata in età – la Beata Vergine e Sant'Agostino porteranno a termine i lavori della chiesa stessa». Un anno dopo i turchi invasero l'Albania e arrivarono ad assediare la città di Scutari. Quel giorno un affresco raffigurante la Madonna con il Bambino si staccò miracolosamente da un muro della basilica di Scutari (distrutta prima dai turchi, poi ricostruita e nuovamente distrutta durante il dominio comunista in Albania, infine ricostruita nuovamente negli anni '80-'90) per sfuggire alla distruzione. Due uomini a lei devoti, Giorgi e De Sclavis, videro la sacra immagine volare sorretta dagli angeli. I due decisero di seguirla e, per volere della Madonna, percorsero il mare Adriatico a piedi. Il 25 aprile 1467, durante la festa di san Marco, l'immagine arrivò a Genazzano e si posò sulla chiesa in costruzione. La notizia si diffuse e cominciarono pellegrinaggi da tutta Italia, in particolare si ricorda quello da Nepi. Grazie ai miracoli e alle guarigioni miracolose che si sarebbero verificati, furono elargite molte elemosine dai pellegrini, e così non solo venne completata la chiesa ma venne eretto anche un convento.

#### L'inchiesta ecclesiastica
Viene riportato nell'opera di Ambrogio da Cori, il Defensorium ordinis fratrum heremitarum S. Augustini, e nell'opera del vescovo viterbese Michele Canensi, Vita di Paolo II, scritta nel 1478, che papa Paolo II inviò, nello stesso anno dell'evento, due vescovi: Gaucerio de Forcalquier, vescovo di Gap, e Nicola de Crucibus, vescovo di Lesina, per constatare la veridicità dei fatti. Non si sa quando avvenne l'ispezione ma dai Libri Camerales, dell'archivio vaticano, sappiamo che il 24 luglio 1467 vennero consegnati ai due vescovi 22 fiorini e 60 bolognini per le eventuali spese. Il testo riporta: «…A di dicto [24 luglio 1467] al Rev.do messere Nicola vescovo Farense fiorini 22 e bolognini 60 per spese facte per lui e per il vescovo vapicense in andare a Janazzano mandati da nostro Signore per mandato di soprascritto». Da ciò risulta che la missione venne compiuta tra il 25 aprile e il 24 luglio, quando vennero pagate le spese del viaggio. Non si hanno notizie sulla redazione di un documento ufficiale, ma continuarono a esserci pellegrinaggi e donazioni al santuario.

#### DalCompendio dei Miracoli
Il Compendio inizia il 27 aprile 1467: «Oggi, nella Cappella restò libera Domenica di Giuliani da un violento e penosissimo male di matre; ed anche Achille pure di Genazzano da una lunga e contumace sciatica, e Giovanni Gambelotti di Castel Zangati, da una penosa e lunghissima infermità, per cui, perduta fino la voce, non poteva più alimentarsi… A dì 20 giugno 1467. Questo è un altro giorno lieto, e fausto illustrato, e contrassegnato da Maria con tredici segnalate grazie… Clemente figlio di un certo David Ungaro, cieco affatto, oggi nella S. Cappella ebbe felicemente la vista. Domenico Niccola di Antonio di Receto morsicato da neri serpi, da cui si trovò coperto, per avere dormito una notte in un fienile di campagna, e però con tutte le carni enfiate, e di colore ceruleo divenute, onde i Medici giudicavano, che in quel giorno medesimo, prima di sonare le ventiquattr'ore, dovesse morire; rivoltosi così come poteva in sì fatte angustie a questa santa e prodigiosa Signora, subito prese spirito, vivacità e coraggio e quà a' piedi suoi santissimi sen venne, dove restò affatto sano sanissimo». Tra gli altri miracoli sono ricordati alcuni ossessi liberati e la risurrezione di un morto.

## Descrizione
Della primitiva chiesa non resta altro che il portale scolpito in marmo bianco, che reca nel timpano un bassorilievo raffigurando la Vergine con il Bambino portati dagli angeli sopra le nubi. L'attuale santuario fu costruito, senza che fosse modificata la cappella della Madonna, dal 1621 al 1629, per interessamento di padre Felice Leoncelli e per opera dell'architetto Domenico D'Ottavio di Anticoli, incorporando la primitiva chiesa del 1356 e quella della Beata Petruccia del 1467-1470. In quell'occasione l'ingresso fu spostato da est a sud.

### La facciata
È attualmente così come fu realizzata nel 1840 da padre Giustino Fanucchi, con l'assistenza dell'architetto Cometti. È ornata con sei pilastri ionici scanalati e quattro mosaici: nel timpano la Madonna del Buon Consiglio con due angeli davanti a lei, gli altri due sono omaggi a Pio IX e a Leone XIII, pontefici molto legati al santuario. I mosaici sono stati realizzati nel 1956 da F. D'Urso, tra i quali quello del lunotto centrale di S. Canevari, che riporta il beato Stefano Bellesini tra i malati.
Si accede al santuario mediante una gradinata di cinque scalini e tre porte di cui una, un tempo portone ligneo, è stata sostituita nel 1966 con una porta bronzea a rilievo di G. Niglia.

### L'interno
È a tre navate, con ampio presbiterio, altare maggiore di tipo monumentale e coro ligneo.
Entrando nelle chiesa si trova a sinistra l'altare dedicato a san Nicola da Tolentino, con pala del titolare in mosaico di recente esecuzione; nella lunetta il santo in preghiera per le anime purganti, dipinto nel 1882 da Cesare Caroselli. Segue l'altare dello Spirito Santo, con pala a olio su tela raffigurante la Pentecoste. L'opera è della prima metà del XVII secolo e si attribuisce alla scuola del Carracci. Il coro, costruito attorno all'anno 1777 da Raffaele Gonella e figlio, è di noce lucida massiccia; l'organo, con due tastiere, pedaliera e 29 registi, fu inaugurato il 25 aprile 1930. Le pareti laterali del presbiterio e del coro sono arricchite da sei affreschi: l'Annunciazione, la Visita di Maria a santa Elisabetta, la Madonna della Cintura, la Presentazione di Maria, la Nascita di Maria, la Disputa di sant'Agostino con i manichei e i pelagiani. La navata centrale conserva un pulpito seicentesco di marmi policromi, con la scala tutta di marmo in un sol blocco. Nelle dodici lunette che fiancheggiano le finestre, l'artista Tito Troja ha ritratto, dal 1881 al 1882, figure femminili dell'Antico Testamento. In alto, sulla parete interna della facciata, è raffigurata l'Incoronazione di Maria Assunta in Cielo. Prospero Piatti è l'autore dell'affresco che occupa tutto il fondale della navata e che rappresenta la Venuta della Madonna a Genazzano. Sono dello stesso artista gli altri affreschi: la partenza dell'icona da Scutari e l'incoronazione dell'immagine.

#### L'altare del Crocifisso
Quest'altare custodisce un affresco di Gesù Crocifisso del XV secolo. L'affresco è legato a un evento miracoloso accaduto, secondo la tradizione, tra il 1541 e il 1549: un soldato, dopo aver perduto tutto il denaro al gioco, entrò in chiesa e colpì con la spada l'immagine, che versò molto sangue. Si narra che i Colonna avrebbero tentato invano di raddrizzare la spada che, una volta riforgiata, si sarebbe piegata nuovamente. Ulteriori tentativi non sortirono alcun effetto. La spada è tuttora custodita in una nicchia.

#### L'altare maggiore
L'altare è ricco di marmi policromi e pregiati, davanti all'altare vi è una notevole balaustra berniniana (dal 1954) in marmo di Carrara proveniente dalla chiesa di Santa Maria in Posterula a Roma, prima trasportata nella chiesa di San Pio, sempre a Genazzano, e poi donata al santuario dai padri irlandesi agostiniani.

#### La cappella
Al termine della navata sinistra vi è la cappella della Madonna, protetta da una cancellata in ferro battuto, realizzata nel 1630 su commissione del cardinale Girolamo Colonna. L'altare all'interno della cappella è in forma di tempietto e racchiude la nicchia di rame, prima argentato e poi dorato, costruita nel 1819 da Francesco e Luigi Righetti, nella quale si trova l'immagine della Madre del Buon Consiglio. L'immagine è stata incoronata il 25 novembre 1681 dal Capitolo Vaticano e nel 1867 dal cardinale Luigi Amat di San Filippo e Sorso. L'altare fu eseguito nel 1734 per volontà del cardinale Alessandro Albani, con paliotto di alabastro fiorito, specchi laterali nel corpo dell'altare in lumachellone inquadrato africano, due colonnine di verde antico e pilastri di alabastro orientale di Portovenere; è sovrastato da una tribuna marmorea, attribuita ad Andrea Bregno, donata dal principe Antonio Colonna, la quale poggia su tre colonne di alto valore, probabilmente provenienti dalla villa dell'imperatore Antonino Pio. Il muro della cappella è ricoperta da affreschi raffiguranti alcune delle molte visite papali, cioè quelle di Urbano VIII, Pio IX e Giovanni XXIII, i cui rispettivi autori sono Carosi, Rainaldi e i fratelli Eroli.